# Lista najliczniejszych rodzajów roślin okrytonasiennych
Istnieje ponad 50 rodzajów roślin okrytonasiennych liczących ponad 500 gatunków, w tym ponad 20 rodzajów obejmujących ponad tysiąc gatunków. Największym spośród nich jest należący do bobowatych rodzaj traganek (Astragalus) liczący ponad trzy tysiące gatunków, a z uwzględnieniem drobnych gatunków apomiktycznych, rodzaj jastrzębiec (Hieracium) liczy sobie ponad 10 tysięcy gatunków.
Rozmiary rodzajów roślin różnią się znacznie i obejmują takie, które liczą tylko jeden gatunek oraz takie, do których zalicza się tysiące gatunków. Sytuacja taka pojawiła się wcześnie w rozwoju klasyfikacji roślin, przy czym rodzajem obejmującym największą liczbę gatunków (56) w klasyfikacji Karola Linneusza, wymienionym w Species Plantarum, był wilczomlecz (Euphorbia). Linneusz zakładał, że żaden rodzaj nie powinien obejmować więcej niż 100 gatunków.
Część różnic w rozmiarach rodzajów jest przypisywana czynnikom historycznym. Według hipotezy opublikowanej przez Maxa Waltersa w 1961 roku, wielkość rodzajów roślin jest związana z wiekiem, ale nie samego taksonu, lecz samego pojęcia funkcjonującego w taksonomii. Rośliny z Europy, na których pracowali pierwsi taksonomowie, podzielone są na relatywnie małe rodzaje. Te ze strefy międzyzwrotnikowej łączone są w większe i bardziej zróżnicowane rodzaje. Podobnie rośliny, które dzielą wspólne właściwości, na przykład lecznicze, takie jak wilczomlecze, łączone są w jeden rodzaj, podczas gdy rośliny o różnych zastosowaniach, takie jak wiechlinowate, dzielone są na wiele niewielkich rodzajów. Tradycyjnie też w pewnych rodzinach wyróżniano liczne drobne rodzaje (np. w obrębie selerowatych czy kapustowatych), podczas gdy zróżnicowane i bogate w gatunki rodzaje utrzymywane w całości już przez klasycznych taksonomów zachowały swój obszerny zakres (przykładem może być turzyca Carex). Na liczbę gatunków w obrębie rodzaju wpływają niektóre czynniki wynikające z ich biologii. Przykładowo apomiksja bywa powodem wyróżniania wielu drobnych gatunków i w efekcie powoduje ich wielką liczbę łączną w takich rodzajach jak jaskier (Ranunculus) i pięciornik (Potentilla), mniszek (Taraxacum) i jastrzębiec (Hieracium).
Na utrzymanie bardzo bogatych w gatunki rodzajów wpłynęło wprowadzenie w XIX wieku (np. przez Augustina Pyrame de Candolle) taksonów wewnątrzrodzajowych, takich jak podrodzaj, sekcja i seria. Taksony te pozwoliły na grupowanie i uporządkowanie systematyki wielkich rodzajów. Generalnie jednak systematyka wielu dużych rodzajów wciąż jest słabo poznana – niejasne są granice międzygatunkowe, kryteria podziału i klasyfikacje wewnątrzrodzajowe.
Podkreśla się przy tym duże znaczenie wielkich rodzajów dla nauki. E.J.H. Corner zakłada, że badanie wielkich rodzajów może mieć istotny wkład w biologię ewolucyjną i prowadzi badania nad zróżnicowanym rodzajem tropikalnym – figowiec (Ficus). Wielkie rodzaje stanowią przedmiot badań nad specjacją, specjalizacją ekologiczną, zmianami molekularnymi. Badania nad nimi pozwalają na testowanie hipotez z zakresu ekologii i ewolucji.

## Rodzaje obejmujące największą liczbę gatunków
Według analizy z 2004 roku taksonoma Davida Frodina istnieje co najmniej 57 rodzajów roślin okrytonasiennych liczących ponad 500 gatunków. Baza danych taksonomicznych The Plant List w edycji z 2013 wykazywała co najmniej 64 takie rodzaje, przy czym trzy wymieniane przez Frodina wypadły z listy ze względu na węższe ich ujęcie systematyczne (Cassia, Oncidium i Eria). Właściwa liczba takich rodzajów jest trudna do ustalenia ze względu na brak aktualnych monografii. Przykładowo szacuje się, że liczba gatunków w rodzaju Pleurothallis z rodziny storczykowatych wynosi od 1120 do 2500.
Zestawienie nie obejmuje niektórych rodzajów, w obrębie których klasyfikacja pozostaje niejasna i w obrębie których liczne są drobne gatunki agamiczne. Wielkie liczby gatunków o niejasnej pozycji taksonomicznej wymieniane są w przypadku rodzajów głóg (Crataegus) (380 gatunków zweryfikowanych i 1230 niepewnych), róża (Rosa) (odpowiednio 366 i 3152), ostrożeń (Cirsium) (481 i 492).
Rodzaje z innych grup systematycznych roślin naczyniowych wyróżniające się dużą liczbą gatunków to m.in. Selaginella, Asplenium i Cyathea.

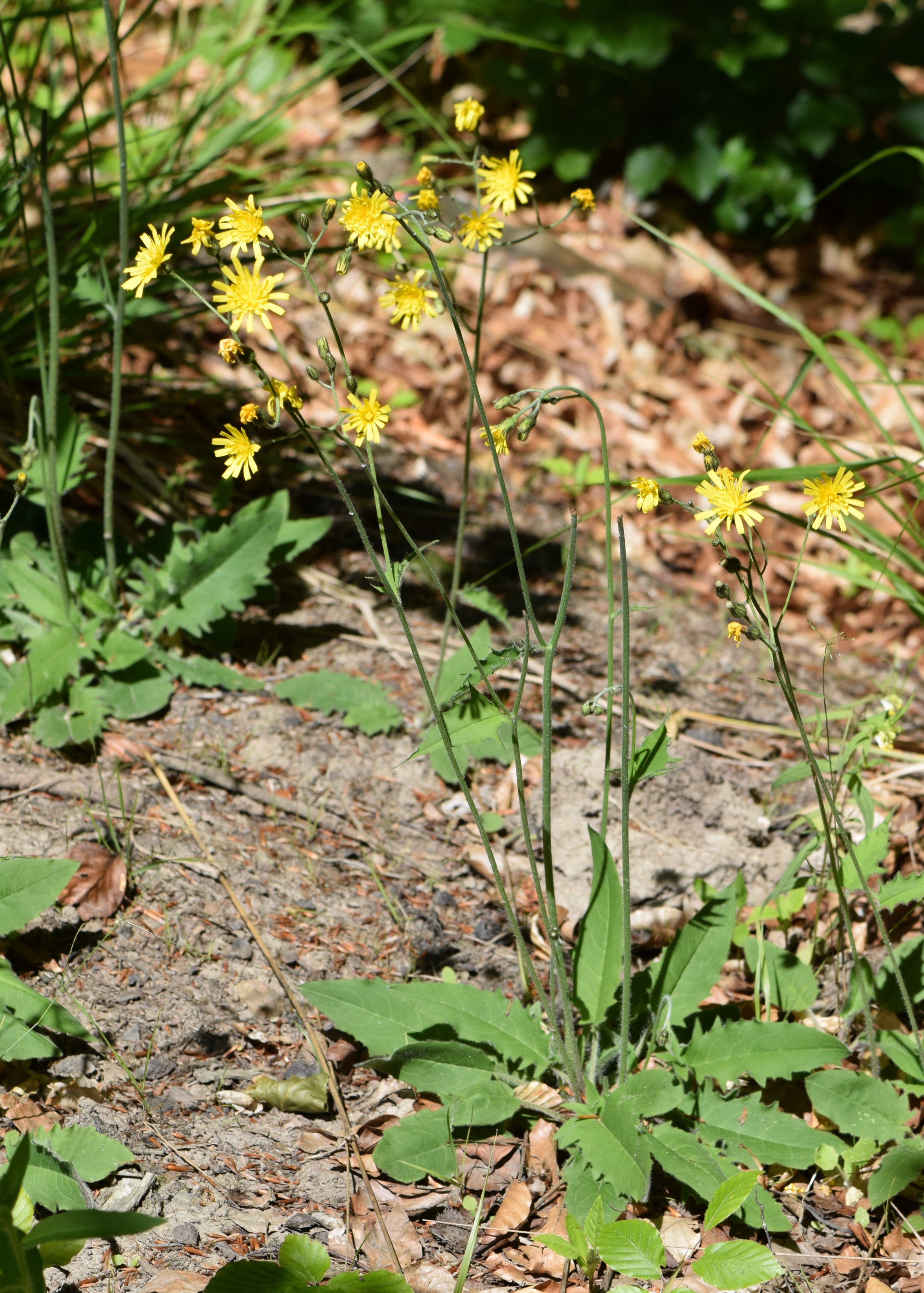
Hieracium – pierwszy pod względem liczby gatunków. Na zdjęciu jastrzębiec leśny

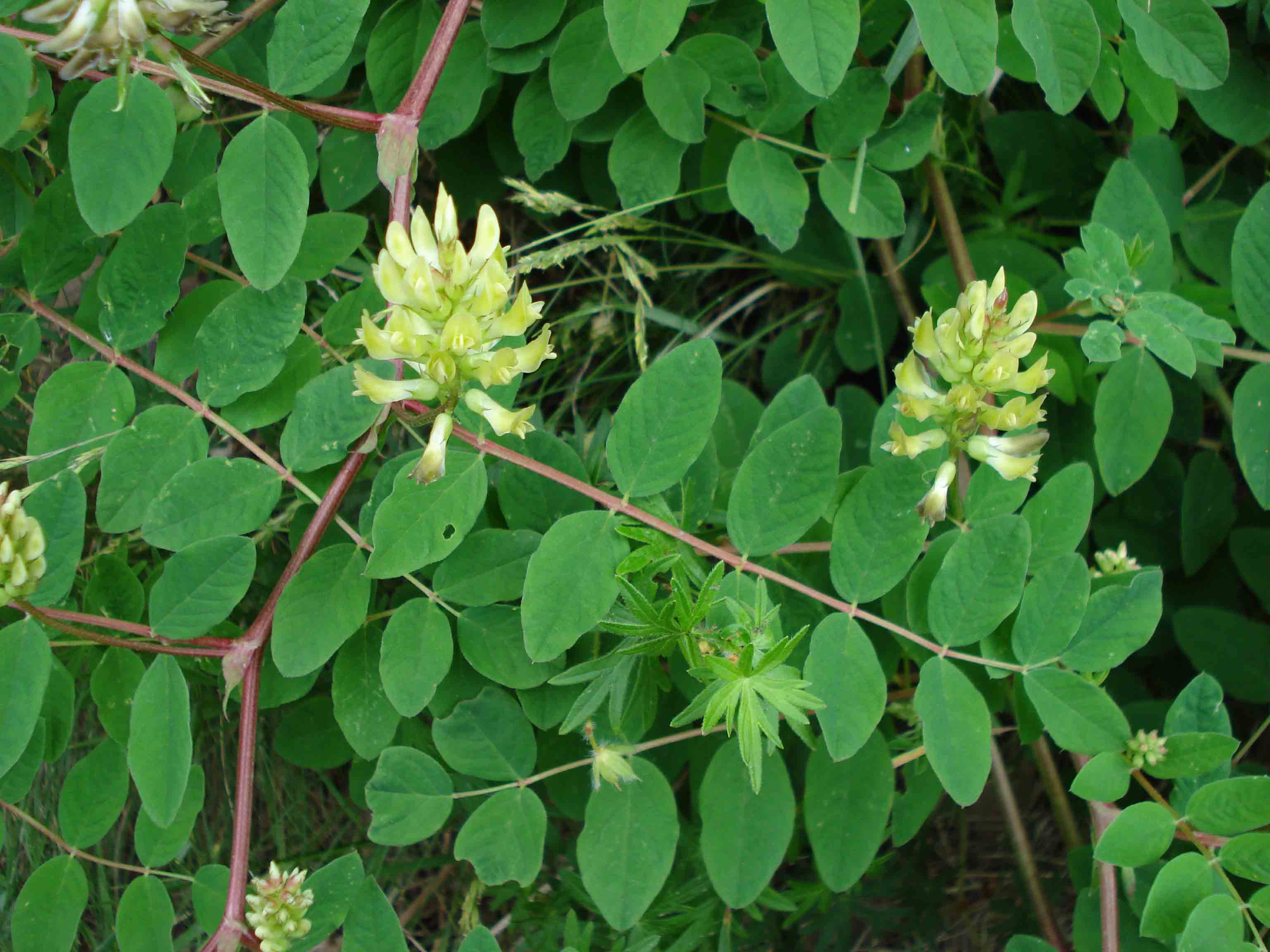
Astragalus jest drugim rodzajem pod względem liczby gatunków. Na zdjęciu traganek szerokolistny

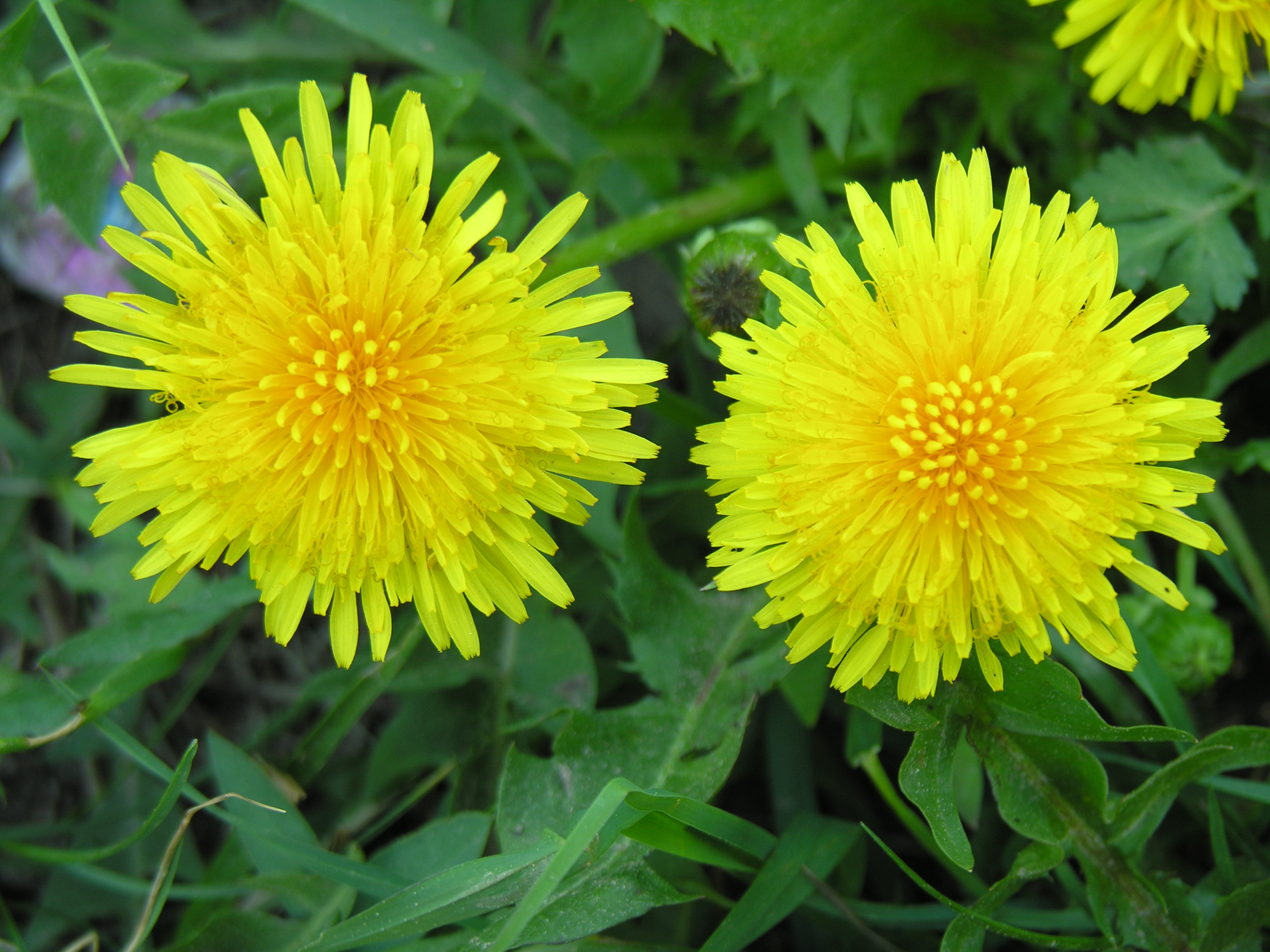
Taraxacum na zdjęciu przedstawiciel gatunku zbiorowego mniszek pospolity

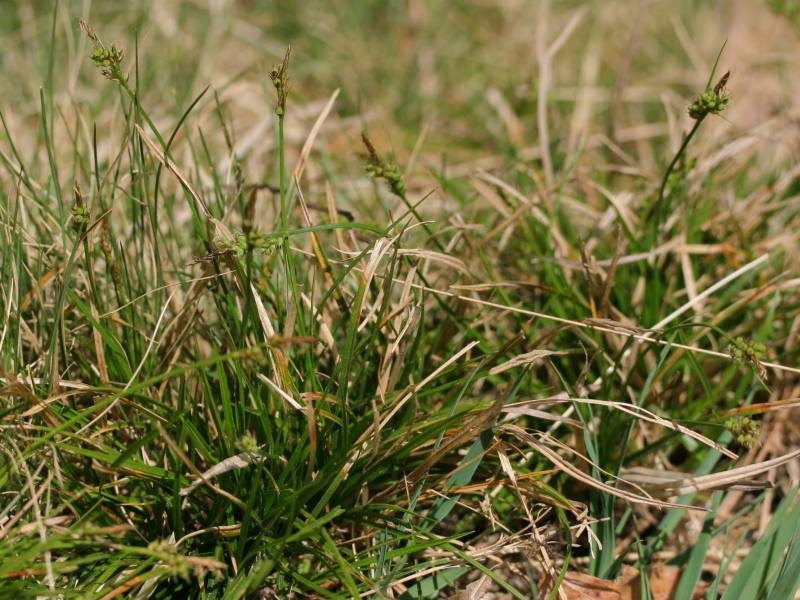
Turzyca pigułkowata

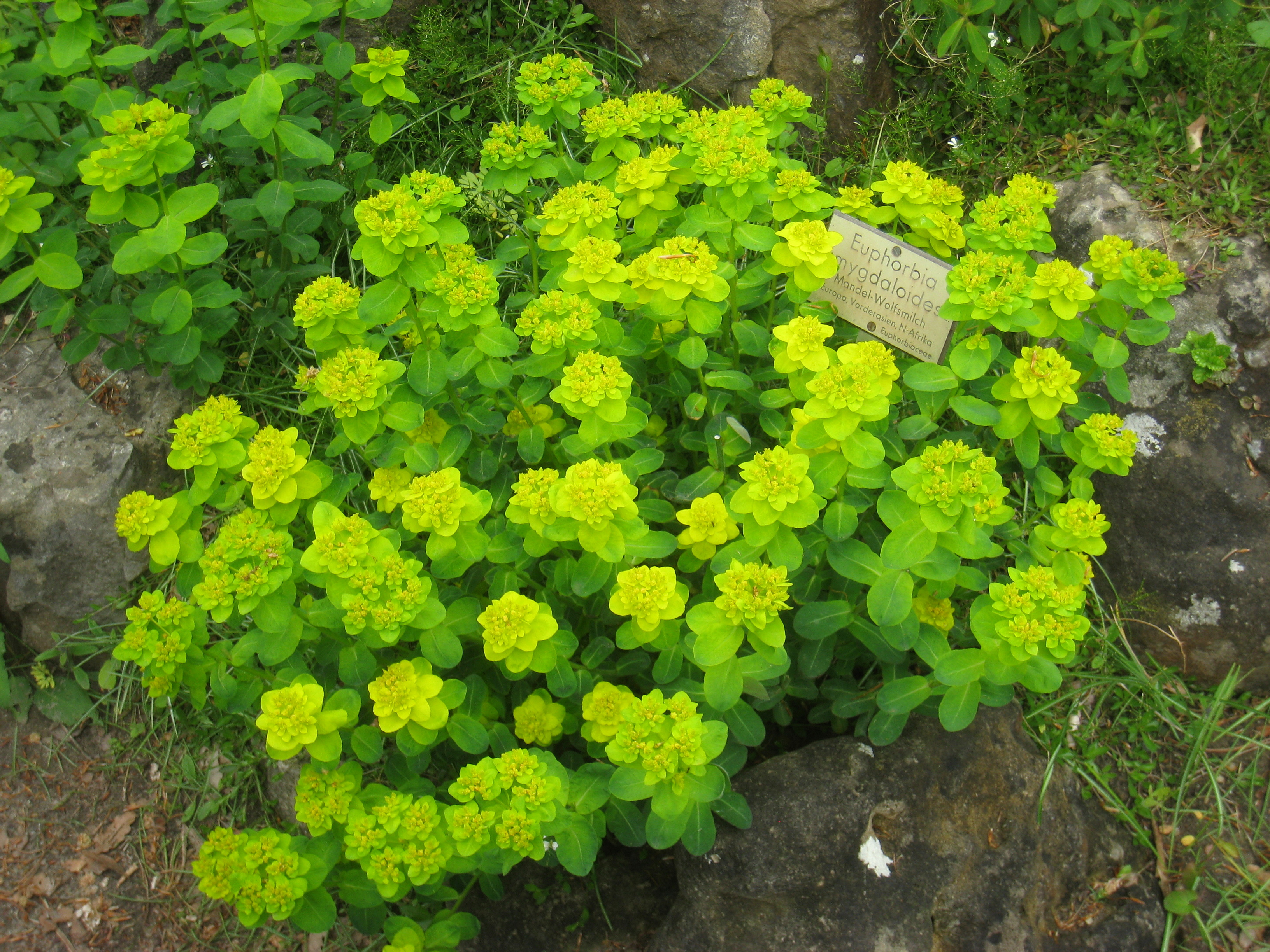
Wilczomlecz migdałolistny

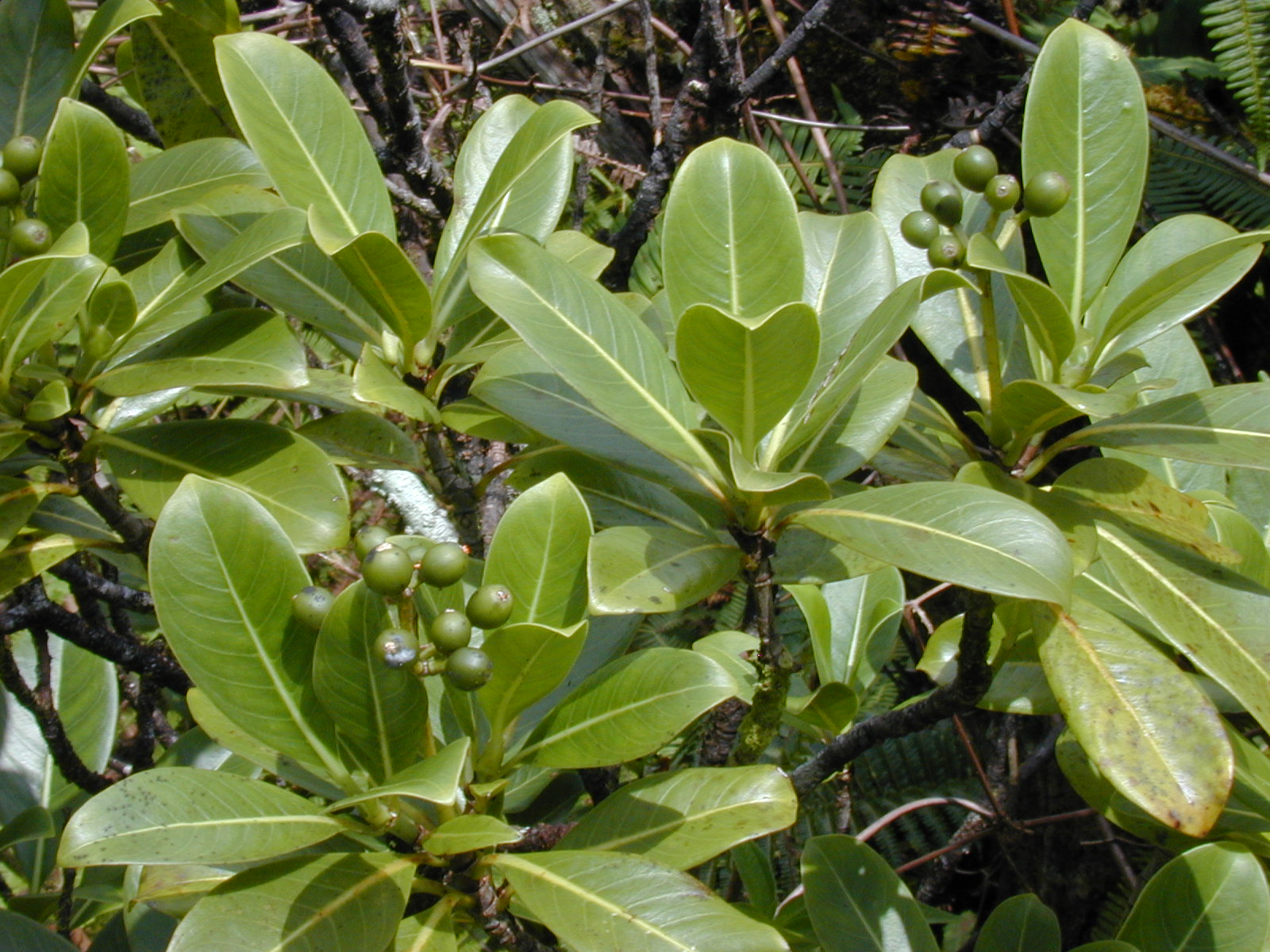
Psychotria mariniana

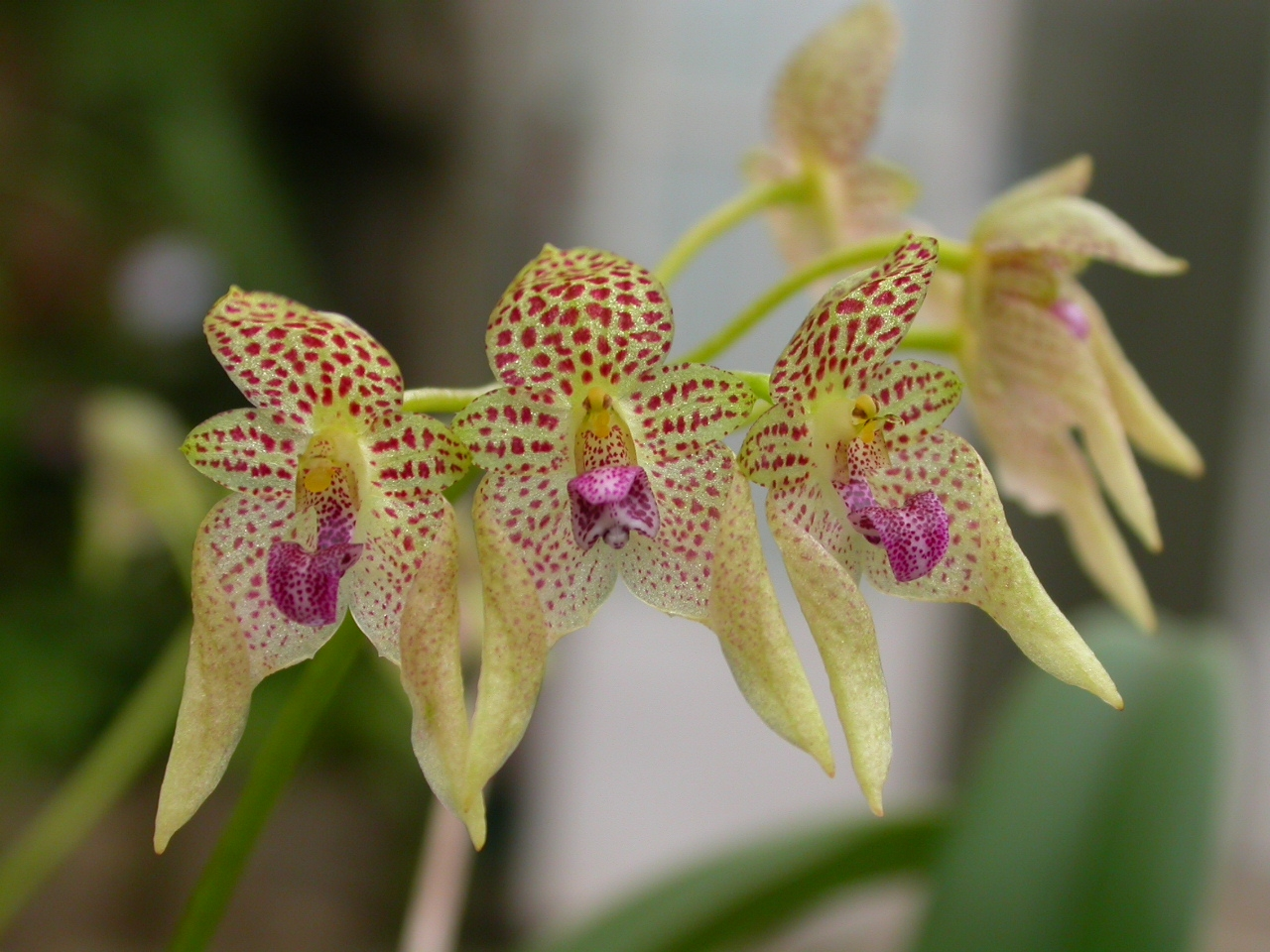
Bulbophyllum guttulatum

| Lp. | Rodzaj                    | Liczba gatunków | Rodzina                           | Listy gatunków |
| --- | ------------------------- | --------------- | --------------------------------- | -------------- |
| 1.  | jastrzębiec Hieracium     | 4244            | astrowate Asteraceae              |                |
| 2.  | traganek Astragalus       | 3270            | bobowate Fabaceae / Leguminosae   | lista gatunków |
| 3.  | mniszek Taraxacum         | 2420            | astrowate Asteraceae              |                |
| 4.  | pieprz Piper              | 2405            | pieprzowate Piperaceae            | lista gatunków |
| 5.  | bulbofylum Bulbophyllum   | 2145            | storczykowate Orchidaceae         | lista gatunków |
| 6.  | wilczomlecz Euphorbia     | 2087            | wilczomleczowate Euphorbiaceae    | lista gatunków |
| 7.  | turzyca Carex             | 2025            | ciborowate Cyperaceae             | lista gatunków |
| 8.  | begonia Begonia           | 1993            | begoniowate Begoniaceae           | lista gatunków |
| 9.  | Miconia                   | 1898            | zaczerniowate Melastomataceae     |                |
| 10. | epidendrum Epidendrum     | 1771            | storczykowate Orchidaceae         |                |
| 11. | jaskier Ranunculus        | 1690            | jaskrowate Ranunculaceae          | lista gatunków |
| 12. | Psychotria                | 1638            | marzanowate Rubiaceae             |                |
| 13. | dendrobium Dendrobium     | 1601            | storczykowate Orchidaceae         | lista gatunków |
| 14. | starzec Senecio           | 1450            | astrowate Asteraceae / Compositae | lista gatunków |
| 15. | jeżyna Rubus              | 1446            | różowate Rosaceae                 |                |
| 16. | peperomia Peperomia       | 1416            | pieprzowate Piperaceae            | lista gatunków |
| 17. | stelis Stelis             | 1332            | storczykowate Orchidaceae         |                |
| 18. | psianka Solanum           | 1235            | psiankowate Solanaceae            | lista gatunków |
| 19. | czapetka Syzygium         | 1200            | mirtowate Myrtaceae               | lista gatunków |
| 20. | goździkowiec Eugenia      | 1188            | mirtowate Myrtaceae               | lista gatunków |
| 21. | Lepanthes                 | 1164            | storczykowate Orchidaceae         |                |
| 22. | anturium Anthurium        | 1144            | obrazkowate Araceae               | lista gatunków |
| 23. | krocień Croton            | 1140            | wilczomleczowate Euphorbiaceae    | lista gatunków |
| 24. | akacja Acacia             | 1086            | bobowate Fabaceae / Leguminosae   | lista gatunków |
| 25. | niecierpek Impatiens      | 1093            | niecierpkowate Balsaminaceae      | lista gatunków |
| 26. | różanecznik Rhododendron  | 1076            | wrzosowate Ericaceae              |                |
| 27. | czosnek Allium            | 1018            | amarylkowate Amaryllidaceae       |                |
| 28. | szałwia Salvia            | 1012            | jasnotowate Lamiaceae             | lista gatunków |
| 29. | cibora Cyperus            | 951             | ciborowate Cyperaceae             | lista gatunków |
| 30. | jakobinia Justicia        | 939             | akantowate Acanthaceae            | lista gatunków |
| 31. | Habenaria                 | 894             | storczykowate Orchidaceae         |                |
| 32. | lepnica Silene            | 886             | goździkowate Caryophyllaceae      | lista gatunków |
| 33. | figowiec Ficus            | 881             | morwowate Moraceae                | lista gatunków |
| 34. | liściokwiat Phyllanthus   | 873             | liściokwiatowate Phyllanthaceae   |                |
| 35. | wrzosiec Erica            | 839             | wrzosowate Ericaceae              | lista gatunków |
| 36. | eukaliptus Eucalyptus     | 758             | mirtowate Myrtaceae               | lista gatunków |
| 37. | chaber Centaurea          | 755             | astrowate Asteraceae / Compositae | lista gatunków |
| 38. | hurma Diospyros           | 737             | hebankowate Ebenaceae             | lista gatunków |
| 39. | ardizja Ardisia           | 731             | pierwiosnkowate Primulaceae       | lista gatunków |
| 40. | indygowiec Indigofera     | 713             | bobowate Fabaceae / Leguminosae   | lista gatunków |
| 41. | klekotnica Crotalaria     | 712             | bobowate Fabaceae / Leguminosae   | lista gatunków |
| 42. | Cyrtandra                 | 704             | ostrojowate Gesneriaceae          |                |
| 43. | gnidosz Pedicularis       | 678             | zarazowate Orobanchaceae          | lista gatunków |
| 44. | Cousinia                  | 664             | astrowate Asteraceae / Compositae | lista gatunków |
| 45. | krzyżownica Polygala      | 662             | krzyżownicowate Polygalaceae      | lista gatunków |
| 46. | fiołek Viola              | 661             | fiołkowate Violaceae              | lista gatunków |
| 47. | oplątwa Tillandsia        | 649             | bromeliowate Bromeliaceae         | lista gatunków |
| 48. | przytulia Galium          | 636             | marzanowate Rubiaceae             | lista gatunków |
| 49. | wilec Ipomoea             | 633             | powojowate Convolvulaceae         | lista gatunków |
| 50. | pochrzyn Dioscorea        | 631             | pochrzynowate Dioscoreaceae       |                |
| 51. | berberys Berberis         | 621             | berberysowate Berberidaceae       | lista gatunków |
| 52. | łubin Lupinus             | 612             | bobowate Fabaceae / Leguminosae   | lista gatunków |
| 53. | ostrołódka Oxytropis      | 611             | bobowate Fabaceae / Leguminosae   | lista gatunków |
| 54. | zatrwian Limonium         | 607             | ołownicowate Plumbaginaceae       | lista gatunków |
| 55. | pandan Pandanus           | 592             | pandanowate Pandanaceae           | lista gatunków |
| 56. | aloes Aloe                | 587             | złotogłowowe Asphodelaceae        | lista gatunków |
| 57. | męczennica Passiflora     | 575             | męczennicowate Passifloraceae     | lista gatunków |
| 58. | iksora Ixora              | 572             | marzanowate Rubiaceae             | lista gatunków |
| 59. | ostrokrzew Ilex           | 571             | ostrokrzewowate Aquifoliaceae     |                |
| 60. | wiechlina Poa             | 572             | wiechlinowate Poaceae / Gramineae | lista gatunków |
| 61. | szczawik Oxalis           | 560             | szczawikowate Oxalidaceae         | lista gatunków |
| 62. | kocanki Helichrysum       | 557             | astrowate Asteraceae / Compositae | lista gatunków |
| 63. | pleurotalis Pleurothallis | 548             | storczykowate Orchidaceae         |                |
| 64. | pierwiosnek Primula       | 521             | pierwiosnkowate Primulaceae       | lista gatunków |

W niektórych ujęciach ponad 500 gatunków wymienianych jest także w takich rodzajach jak: pięciornik Potentilla (496 wg Plants of the World online), bylica Artemisia (476), wierzba Salix (469), dąb Quercus (463)